# Moluscos introducidos en Venezuela

Map showing the location of Venezuela

Por moluscos introducidos en Venezuela entiéndase todos aquellos moluscos invasores, o que no forman parte de la fauna natural de Venezuela, son aquellos que han llegado al territorio venezolano por acción del hombre (intencionada o no) y los cuales han logrado aclimatarse en el ambiente natural.
Durante mucho tiempo no se prestó atención a estos organismos que colonizaban el ambiente natural, algunos de ellos llegando a ser tan abundantes y comunes que se consideran por muchos sectores de la población como parte de la fauna nacional. Ejemplos de ello son los casos de Subulina octona gastrópodo pulmonado de la familia Subulinidae y el mejillón Perna perna. o el caso de la babosa y sietecueros de las familias Arionidae y Limacidae las cuales fueron introducidas a finales del siglo XIX.
Un segundo grupo de estos moluscos introducidos en el ambiente natural lo constituyen los moluscos de interés médico sanitario como pueden ser los casos de caracoles de la familia Thiaridae y Achatinidae. En esta última familia tenemos el caso de Lissachatina fulica el cual se ha convertido en una verdadera plaga agrícola además de que constituye un posible intermediario de peligrosos parásitos humanos del género Angistrongilus.
Un tercer grupo lo constituyen las especies que llegan de polizones en el agua de lastre de los barcos y los cuales al descargar sus aguas en las costas se convierten en agentes dispersantes de moluscos, un ejemplo de este tipo de dispersión lo constituye Babylonia aerolata.

## Listado de moluscos introducidos en Venezuela

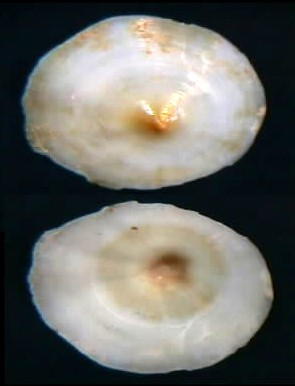
Concha de Umbraculum plicatulum

Ésta es una lista de 52 especies de moluscos que se han introducido en Venezuela,  según han sido reportados en la literatura especializada.
- Gastrópodos marinos: 7 especies
- Gastrópodos de agua dulce: 5 especies
- Gastrópodos terrestres: 22 especies
- Bivalvos marinos: 18 especies
- Bivalvos estuarinos: 2 especies
- Número total especies de moluscos introducidas en Venezuela: 52

### Gastropoda

#### Gastrópodos marinos
Buccinidae
- Babylonia aerolata (Link, 1807) <[7][3]

Fasciolariidae
- Fusinus barbarensis (Trask, 1855)[3][8]

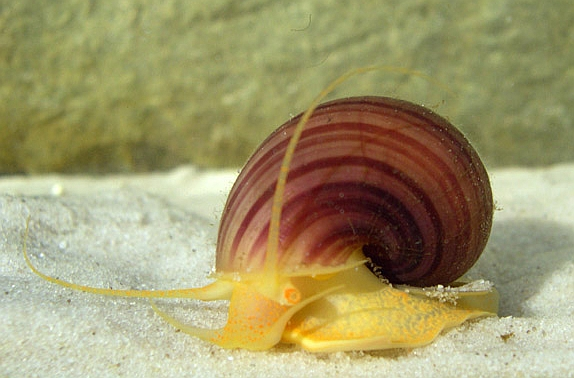
Ejemplar de Pomacea bridgesi

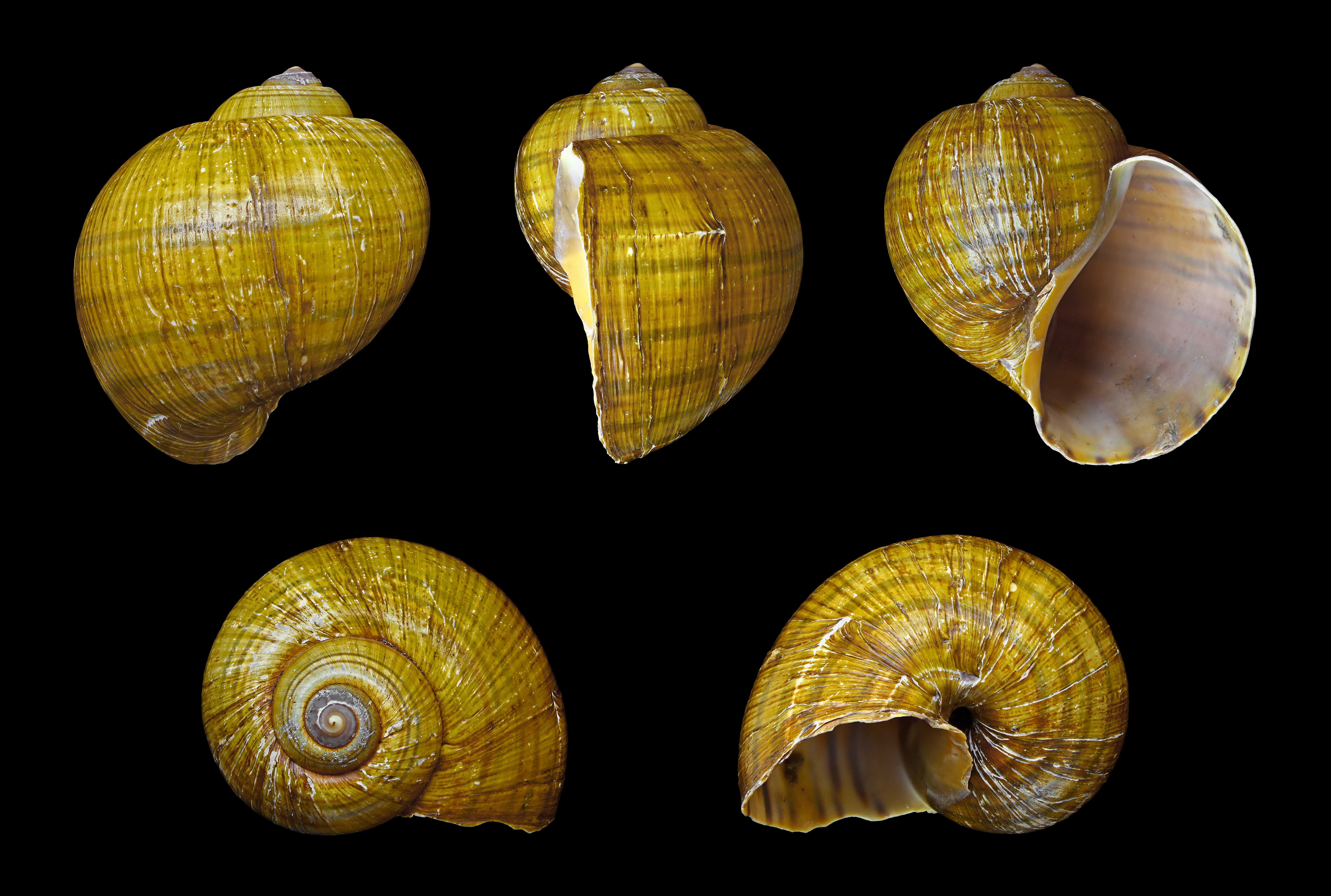
Cinco vistas de la concha de Pomacea canaliculata

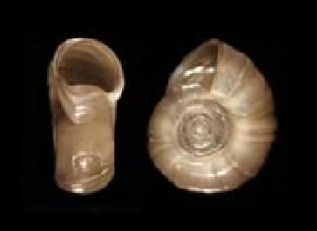
Dos vistas de la concha de Planorbella duryi

- Fusinus marmoratus (Phillipi, 1844)[3][9]

Modulidae
- Modulus cerodes (A. Adams, 1851)[3][9]

Turbinellidae
- Vasum ceramicum (Linnaeus, 1758)[3][9]

Umbraculidae
- Umbraculum plicatulum (Von Martens, 1881)[3][9]

#### Gastrópodos de agua dulce
Ampullariidae
- Pomacea bridgesi (Reeve, 1856)[2]
- Pomacea canaliculata (Lamarck, 1819)[2]

Planorbidae
- Planorbella duryi (Wetherby 1879)[2]

Thiaridae

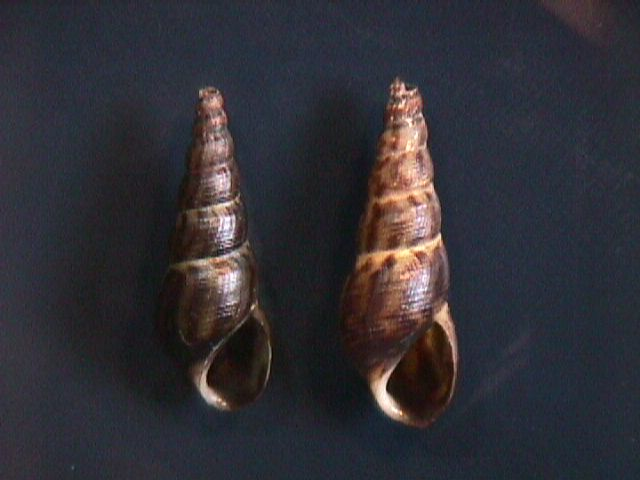
Dos conchas de Melanoides tuberculata

- Melanoides tuberculata (Müller, 1774)[10][11][12][2]
- Thiara granifera (Lamarck, 1822)[2][11][12][13]

#### Gastrópodos terrestres
Achatinidae

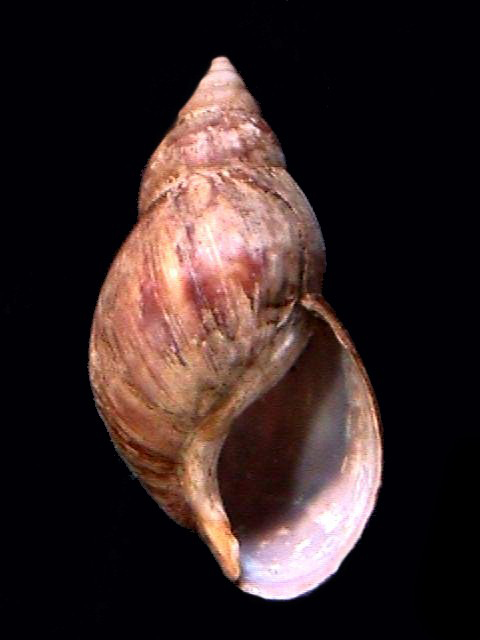
Concha de Lissachatina fulica

- Lissachatina fulica (Bowdich, 1822)[2][5][6]

Arionidae

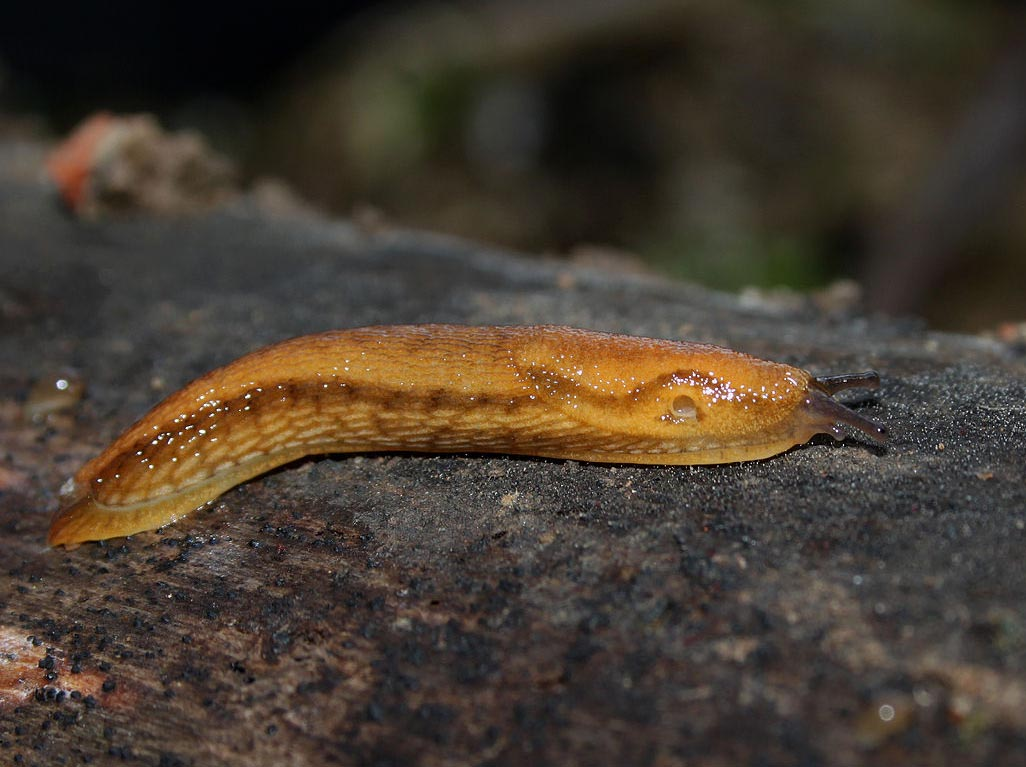
Un ejemplar de Arion subfuscus

- Arion subfuscus (Draparnaud, 1805)[2][14][1]

Bradybaenidae
- Bradybaena similaris (Fèrussac, 1821)[2]

Ferussaciidae
- Cecilioides acicula (Müller 1774)[2]
- Cecilioides aperta (Swainson, 1840)[2]

Helicidae
- Cepaea Held, 1838[2]
- Helix aspersa (Müller, 1774)[2]
- Helix pomatia Linnaeus, 1758[2]
- Otala Schumacher, 1817[2]
- Theba pisana (Müller, 1774)[2]

Limacidae
- Agriolimax laevis (Müller, 1774)[2][1]

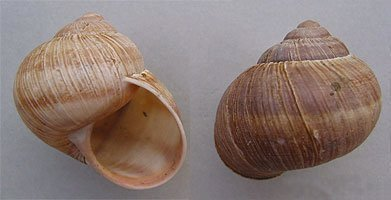
Dos conchas de Helix pomatia

- Agriolimax reticulatus (Müller, 1774)[2][1]
- Lehmannia valenciana (Férussac, 1822)[2][1]
- Milax gagatex (Draparnaud)[2][1]

Streptaxidae
- Gulella bicolor (Hutton, 1834)[2]

Subulinidae
- Allopeas micra (d’Orbigny, 1835)[2]

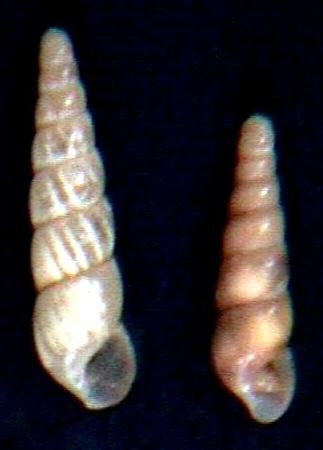
Dos conchas de Subulina octona

- Lamellaxis mauritianus (Pfeiffer, 1952)[2]
- Opeas gracile (Hutton, 1834)[2]
- Opeas pumilum (Pfeiffer, 1847)[2]
- Opeas pyrgula  Schmacker and Boettger, 1891[2]
- Subulina octona (Bruguière, 1798)[2]
- Subulina striatella (Rang, 1831)[2]

### Bivalvia

#### Bivalvos marinos
Arcidae
- Arca pacifica (Sowerby, 1833)[3]

Donacidae
- Donax clathratus (Revee, 1854)[3][15]

Mactridae
- Mactronella exoleta (Gray, 1837)[3]
- Rangia mendica (Gold, 1851)[3]

Mytilidae

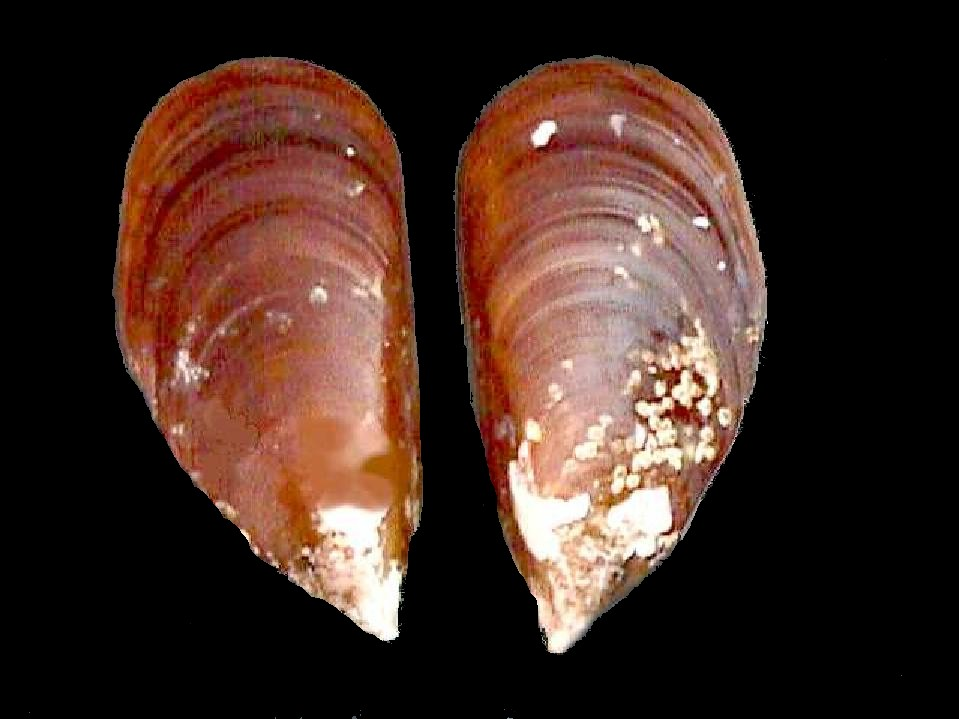
Concha de Perna perna

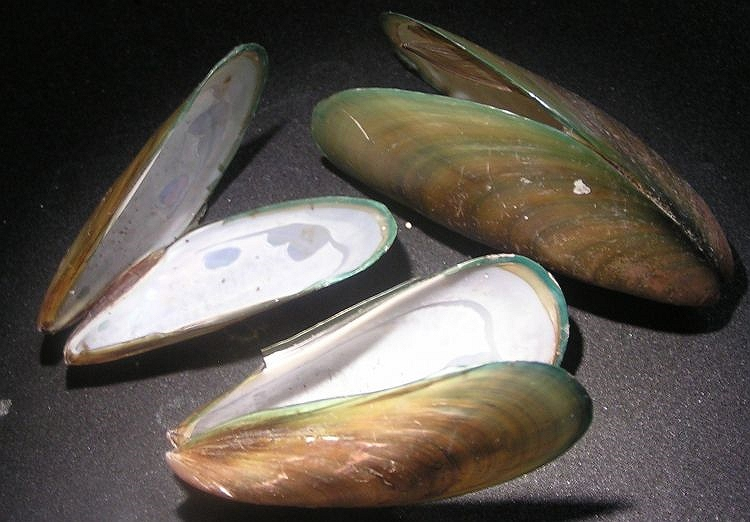
Tres conchas de Perna viridis

- Gregariella corallophiga (Gmelin 1781)[3][16]
- Perna perna (Linnaeus, 1758)[3][17]
- Perna viridis (Linnaeus, 1758)[3][2][18]

Placunidae
- Placuna placenta Linnaeus, 1758[3]

Pteriidae
- Pteria hirundo (Linnaeus, 1758)[3][9]

Semelidae

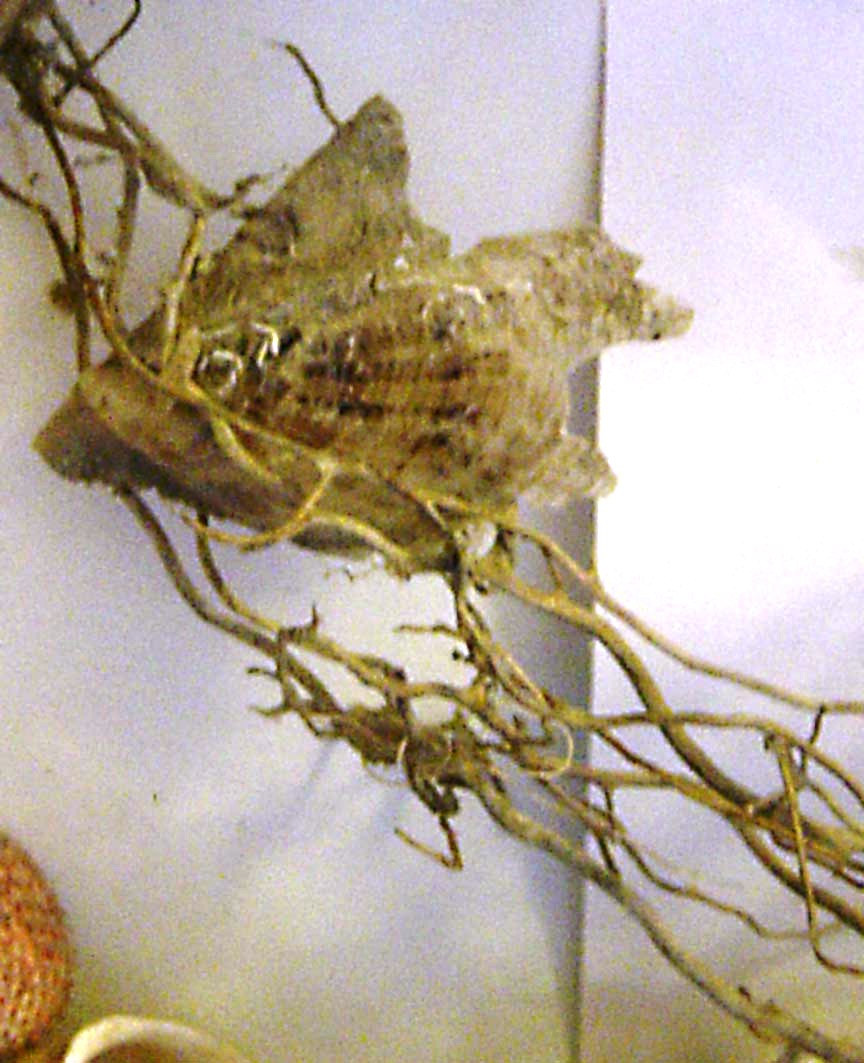
Un ejemplar de Pteria hirundo

- Cumingia lamellosa (Sowerby, 1833)[3][9]

Telinidae
- Strigilla pseudocarnaria Boss, 1969[3]

Terebridae
- Lyodus pedicellatus (Quarterfages, 1849)[3][19]
- Bankia carinata (Gray, 1827[3][19]
- Bankia martensi Stempel 1899[3][19]

Thraciidae
- Thracia distorta (Montagu, 1803)[3][9]

Veneridae
- Cincomphalus strigillinus (Dall, 1902)[7][3]
- Clausinella gayi (Hupé, 1854)[3][9]
- Clausinella fasciata (Da Costa, 1778)[3][9]

#### Bivalvos estuarinos
Corbiculidae

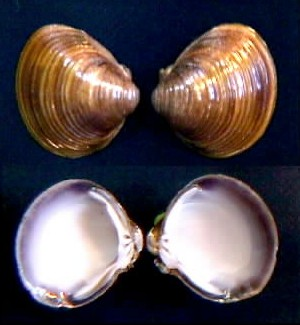
Dos conchas de Corbicula fluminalis

- Corbicula fluminalis (Múller, 1774)[2][20][21]

Mytilidae

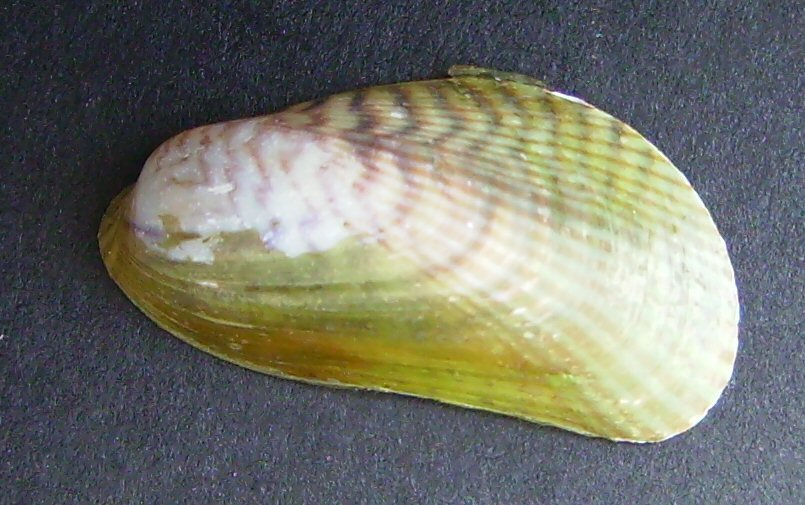
Una valva de Musculista senhousia

- Musculista senhousia (Benson, 1842)[3][22]